# 小林勝彦
小林 勝彦（こばやし かつひこ、1937年〈昭和12年〉1月15日 - 2005年〈平成17年〉5月6日）は、日本の俳優、声優。東京市出身。次女はダンサーの小林薫香。

## 来歴・人物
本名は小林 陽一。大映東京のニューフェイスに合格後、映画『俺たちは狂っていない』でデビュー。大映京都に移ってからは本郷功次郎、林成年と並んで準主役が多かった。映画産業の斜陽化後は時代劇の悪役を中心に活動する傍ら、アニメ、洋画吹き替えに多数出演するなど声優としても活躍した。
声種はバリトン。趣味と特技は運転免許、野球。
2005年（平成17年）5月6日午後9時10分、肝細胞癌のため死去。68歳没。以前は大映、人間プロダクション、松竹芸能、北央プロダクション、グループ71、さがみ企画、太陽プロモーション、プロダクション明日香事務所、オフィス薫、ぷろだくしょん★A組に所属していた。
立川談志、毒蝮三太夫とは親交があり、死の床についていた小林を2人が見舞った際、小林の最期の願いに応じた談志が枕元で噺（）を披露したという逸話が残っている。

## 出演（俳優）

### 映画
- 俺たちは狂ってない（1958年、大映） - 宮本
- 海軍兵学校物語 あゝ江田島（1959年、大映） - 主演・石川竜太郎
- いつか来た道（1959年、大映） - 小倉二郎
- 最高殊勲夫人（1959年、大映） - 宇野
- 薔薇大名（1960年、大映） - 主演・小笠原左馬之助＝月太郎
- 疵千両（1960年、大映）
- 忠直卿行状記 (1960年)
- 潮来笠（1961年、大映） - 主演・潮来の伊太郎
- 風と雲と砦（1961年、大映）
- ドドンパ酔虎伝（1961年、大映）
- 大菩薩峠・完結編（1961年、大映）
- 濡れ髪牡丹（1961年、大映） - 岩吉
- 釈迦（1961年、大映） - アナン
- 長脇差忠臣蔵（1962年、大映） - 若駒の半次
- 忍びの者（1962年、大映） - 織田信雄
- 新選組始末記（1963年、大映） - 谷三十郎
- 第三の影武者（1963年、大映）
- 妖僧（1963年、大映）
- 影を斬る（1963年、大映）
- 雑兵物語（1963年、大映） - 織田信長
- 座頭市兇状旅（1964年、大映） - 文珠の喜助
- 忍びの者 霧隠才蔵（1964年、大映）
- 眠狂四郎女妖剣（1964年、大映） - 鳥蔵
- 忍びの者 続・霧隠才蔵（1964年、大映）
- 日本侠客伝 血斗神田祭り（1966年、東映）
- 昭和残侠伝 血染めの唐獅子（1967年、東映）
- 釧路の夜 (1968年、松竹)
- 極道vs不良番長（1974年、東映）
- それから（1985年、東映）
- 極道の妻たち（1986年、東映） - 遠山典吾
- マルサの女（1987年、東宝） - 機動部統括官
- ご挨拶（1991年、東映） - 吉村竹蔵
- あぶない刑事リターンズ（1996年、東映） - 上原
- 修羅がゆく10 北陸代理決戦（1999年、東映ビデオ）- 根本浩志
- 金融腐蝕列島〔呪縛〕（1999年、東映） - 今井史朗
- 安藤組外伝 掟（2000年、ミュージアム） - 植松弘造
- 本日またまた休診なり（2000年、東京映像工房）
- 修羅のみち1 関東vs関西 全面戦争勃発（2001年、東映ビデオ） - 白石秀人
- 親分はイエス様（2001年、グルーヴコーポレーション）- 浅田
- 実録・安藤組外伝 餓狼の掟（2002年、東映ビデオ）
- 借王ファイナル（2002年、日活）- ひかり銀行 頭取 岩崎
- 突入せよ! あさま山荘事件（2002年、アスミック・エース）
- 首領への道（2003年、シネマ・クロッキオ） - 佐久間龍造
- ぷりてぃ・ウーマン（2003年、シネカノン）
- 新・日本の首領（2004年、GPミュージアム） - 岡本光芳

### テレビドラマ
- 東芝日曜劇場 第505回「女と味噌汁その5」（1966年、TBS） - 村田勉
- 銭形平次（CX / 東映）
  - 第10話「女ごころ」（1966年） - 北島勘兵ヱ
  - 第70話「女の城」（1967年） - 丹波弥八郎
  - 第153話「駕籠の中の女」（1969年） - 戸上佑之進
  - 第177話「人斬り弥平太」（1969年） - 山内潤之助
  - 第255話「狂った武士道」（1971年） - 新庄鉄馬
  - 第303話「州崎弁天横丁」（1972年） - 芹沢五郎次
  - 第320話「与力見習一番手柄」（1972年） - 土川周馬
  - 第331話「雷が殺した女」（1972年） - 郷田重四郎
  - 第415話「女すりの子守唄」（1974年） - 丹波伊三郎
  - 第456話「浮世絵女双六」（1975年） - 銀次郎
  - 第704話「もう一つの過去」（1980年） - 源五郎
  - 第806話「殺意の手紙」（1982年） - 佐平二
  - 第842話「恐怖の江戸見物」（1983年） - 脇坂刑部
- 三匹の侍（CX）
  - 第4シリーズ 第16話「秘宝」（1967年）
  - 第5シリーズ 第21話「助三郎覚書」（1968年） - 穴沢安之進
  - 新三匹の侍 第8話「御金蔵破り」（1970年） - 堀江新八郎
- 白い巨塔（1967年、NET / 東映） - 金井助教授
- 素浪人 月影兵庫 第77話「タカがトンビを生んでいた」（1968年、NET / 東映） - 八十川辰馬
- 大河ドラマ （NHK）
  - 天と地と（1969年） - 曽根平兵衛
  - 翔ぶが如く（1990年） - 白石正一郎
  - 義経（2005年） - 赤田次郎
- 東京バイパス指令（NTV / 東宝）
  - 第13話「けものの街」（1969年）
  - 第62話「いつか貴方も…!?」（1970年）
- パナソニック ドラマシアター（TBS / C.A.L）
  - 水戸黄門
    - 第1部 第3話「喧嘩駕篭 -小田原-」（1969年8月18日） - 政吉
    - 第3部（1972年）
      - 第17話「二つに別れた黄門主従 -堺-」 - 島原陣内
      - 第26話「肥後の競い馬 -熊本-」 - 一平太

    - 第4部 第7話「消えた雛人形 -新発田-」（1973年3月5日） - 己之吉
    - 第5部（1974年）
      - 第4話「黄門さまのおまじない -諏訪-」 - 上原六郎太
      - 第9話「黒い奉書紙 -福井-」 - 新三

    - 第6部（1975年）
      - 第7話「姫だるまに似た女 -山鹿-」 - 相田千之丞
      - 第24話「うなぎ屋の助太刀 -浜松-」 - 向井昌之助

    - 第7部 第15話「大見得きった偽黄門 -酒田-」（1976年8月30日） - 政吉
    - 第8部 第12話「掏ってしまった仇討免状 -松阪-」（1977年10月3日） - 真柄甚十郎
    - 第9部 第10話「風雲久保田城 -秋田-」（1978年10月9日） - 石塚伝八郎
    - 第11部 第20話「出世を願った嫁いびり -行田-」（1980年12月29日） - 三枝伊十郎
    - 第19部
      - 第7話「人買い光右衛門 -尾花沢-」（1989年11月6日） - 兵頭玄蕃
      - 第28話「占い名人梅里先生 -川越-」（1990年4月9日） - 赤部小太夫

    - 第20部 第40話「津軽馬鹿塗り情け塗り -弘前-」（1991年8月12日） - 大槻大膳
    - 第21部（1992年）
      - 第10話「嫁のこころ姑しらず -日田-」 - 神山主膳
      - 第30話「帰らぬ夫は凶状持ち -行田-」 - 伊坂修理

    - 第22部（1993年）
      - 第9話「天狗に狙われた娘 -新宮-」 - 沢村玄蕃
      - 第26話「誘拐された黄門さま -豊岡-」 - 神林典膳

    - 第23部
      - 第19話「悲願叶えた高麗人参 -松江-」（1994年12月12日） - 坂上武太夫
      - 第37話「育ての母は木曽節お仙 -妻籠-」（1995年4月24日） - 佐久間軍太夫

    - かげろう忍法帖 第8話「底なし沼に陥ちた悪 -平戸-」（1995年7月10日） - 波多野多聞
    - 第24部
      - 第15話「仇を探す飴売り娘 -熊本-」（1995年12月25日） - 原口庄太夫
      - 第32話「追われた男の恩返し -盛岡-」（1996年5月6日） - 保坂玄蕃

    - 第25部 第16話「子供たちの恩返し -中津-」（1997年4月14日） - 滝沢左門
    - 第26部 第15話「白磁に咲いた恋の花 -伊万里-」（1998年5月25日） - 淵上主膳
    - 第27部 第30話「旅の終わりの危機一髪 -江戸-」（1999年10月18日） - 仙石政明
    - 第28部 第9話「関所を破る男装の密使 -新居-」（2000年5月8日） - 仙頭嘉門
    - 第29部 第23話「祝言に飛び込んだ男 -会津-」（2001年9月3日） - 萱野三郎兵衛
    - 第33部 第7話「嘘を承知の親孝行 -大和郡山-」（2004年5月31日） - 元木弥十郎

  - 大岡越前
    - 第1部 第25話「纏女房」（1970年8月31日） - 浜崎広之進
    - 第2部 第15話「煙草屋喜八」（1971年8月23日） - 太三郎
    - 第3部
      - 第10話「江戸のごみ」（1972年8月14日） - 伝七
      - 第19話「私は泣かない」（1972年10月23日） - 喜助
      - 第29話「ギヤマンの謎」（1973年1月1日） - 中桐小十郎

    - 第4部
      - 第6話「黒い影」（1974年11月11日） - 兵頭喜八郎
      - 第25話「天下を裁く名奉行」（1975年3月24日） - 市助

    - 第5部 第24話「仇討ち幽霊駕籠」（1978年7月17日） - 音二郎
    - 第13部 第16話「孫兵衛を怨んだ男」（1993年3月1日） - 茂林寺の儀十

  - 江戸を斬る
    - 梓右近隠密帳
      - 第1話（1973年9月24日） - 三田村外記
      - 第23話「浪人無惨」（1974年3月4日） - 仙造

    - 江戸を斬るII 第15話「めで鯛八五郎」（1976年2月16日） - 犬塚兵馬

  - 南町奉行事件帖 怒れ!求馬II 第16話「鯛だけが知っていた」（2000年2月21日） - 坂巻権蔵
- 用心棒シリーズ 俺は用心棒 第9話「折れた剣」（1969年、NET / 東映） - 八重
- プレイガールシリーズ（12ch / 東映）
  - プレイガール
    - 第77話「男と女夜のお話」（1970年） - 亀岡
    - 第137話「思い込んだら命がけ」（1971年） - 山脇
    - 第194話「荒野の女七人」（1972年） - 山田
    - 第217話「女は裸になって強くなる 」（1973年） - 井村
    - 第226話「さすらいの逃亡者 」（1973年） - 大原高義
    - 第233話「夜ごとの肌に黒い罠!!」（1973年） - 井沢
    - 第250話「深海の裸女の群れ」（1974年） - 小宮
    - 第284話「愛して! 悶えて! 殺されて」（1974年） - 大野勝利

  - プレイガールQ   第39話「天使は裸で勝負する 」（1975年） - 垣内順吉
- 遠山の金さん捕物帳（NET / 東映）
  - 第14話「罠にかかった女」（1970年） - 望月左内
  - 第53話「仕掛花火に泣く女」（1971年） - 板倉内膳
  - 第84話「三ん下を男にした女」（1972年） - 鉄次
  - 第124話「水もしたたる男」（1972年） - 藤助
  - 第148話「殺しを引受けた女」（1973年） - 畳針の才三
- 大坂城の女 第18話「美しき囚人」（1970年、KTV / 東映） - 山辺家次
- 大忠臣蔵 第38話「大石東下り」（1971年、NET / 三船プロ） - 朝吉
- 大江戸捜査網（12ch / 日活 → 三船プロ）
  - （第1シリーズ）
  - 第27話「一攫千金 地獄の待伏せ!」（1971年）　- 隠密同心・赤間伝七郎
  - 第37話「男の意地」（1971年） - 北見又七郎
  - （第2シリーズ）
  - 第100話「命を贈った男」（1973年） - 目付・稲葉
  - 第103話「裏切られた男の約束」（1973年） - 神谷兵庫
  - （第3シリーズ）
  - 第106話「仕掛けられた身代金」（1973年） - 鬼頭大膳
  - 第175話「音次郎撃たれる」（1975年） - 今村
  - 第220話「御用船大爆破」（1975年） - 高岡但馬守
  - 第254話「身代り囚人の罠」（1976年） - 神崎仙十郎
  - 第296話「仇討ち素浪人秘話」（1977年） - 湊屋
  - 第428話「運命に泣く親子の慕情」（1980年） - 松田
  - 第442話「決死の御金蔵破り」（1980年） - 坂田
  - 第467話「二人の夫をもつ花嫁」（1980年） - 上条仙之助
  - 第476話「運命に泣く幸薄き女」（1981年） - 加賀爪甲斐守
  - 第535話「おんな唐人拳 望郷の孤児」（1982年） - 笹井頼母
  - 第565話「妖艶やわ肌刺青針」（1982年） - 石田刑部
  - 第582話「遊女に賭けた孤独の一匹狼」（1983年） - 脇坂帯刀
  - 第624話「悪夢に泣く少年の叫び!」（1983年） - 大場美濃守
- 清水次郎長 第39話「掟を破った男」（1972年、CX / 東映、タケワキプロ） - 揚羽の藤兵衛
- 特別機動捜査隊（NET / 東映）
  - 第521話「ある沖縄の女」（1971年） - 高良
  - 第527話「五人と焼死体の女」（1971年） - 川島
  - 第633話「サソリ座の女」（1973年） - 前島和彦
  - 第637話「愛の迷路」（1974年） - 広和
  - 第660話「結婚七年目」 (1974年)　- 柏木正
  - 第661話「ある女刑事の逆襲」 (1974年)　- 野川
  - 第714話「死霊の影」（1975年） - 成田
  - 第756話「悪魔の暴走」（1976年） - 笠井周二
  - 第763話「逆光線の女」（1976年） - セールスマン※友情出演
- 世なおし奉行 （1972年、NET / 東映）
  - 第10話「夕日の宿場」
  - 第20話「当年一才一カ月」
- 紫頭巾事件帖 第18話「追跡!!三千万両の謎」（1972年、12ch / 松竹） - 堀尾但馬
- お祭り銀次捕物帳 第14話「反乱の城下町」（1972年、CX/ 東映） - 佐藤左内
- 忍法かげろう斬り 第26話「鷹はまた飛ぶ!」（1972年、KTV / 東映）
- 荒野の素浪人 第39話「鷲の巣城 御金蔵破り」（1972年、NET / 三船プロ）
- 太陽にほえろ!（NTV / 東宝）
  - 第13話「殺したいあいつ」（1972年） - 西大寺正夫
  - 第635話「いい加減な女」（1985年） - 邦友商事社長
- 二人の素浪人 第13話「荒谷に風が待伏せた」（1972年、CX/ 東映） - 神尾主膳
- 必殺シリーズ（ABC / 松竹）
  - 必殺仕掛人 第19話「理想に仕掛けろ」（1973年） - 磯崎軍次郎
  - 必殺仕置人 第10話「ぬの地ぬす人ぬれば色」（1973年） - 村瀬東吾
  - 暗闇仕留人 第4話「仕留めて候」（1974年） - 諸岡勘蔵
  - 必殺必中仕事屋稼業 第4話「忍んで勝負」（1975年） - 小坂
  - 必殺仕置屋稼業 第3話「一筆啓上紐が見えた」（1975年） - 同心 奥村
  - 必殺仕事人V・風雲竜虎編 第2話「将軍の初恋騒動!」（1987年） - 水野隼人正
  - 必殺仕事人・激突! 第10話「主水、出勤日数をごまかす」（1991年） - 倉田屋源兵衛
- 素浪人天下太平（1973年、NET / 東映）
  - 第11話「鈴が鳴ります母恋い唄」 - 大野新人
  - 第26話「むすんでひらいて朝が来た」 - 原町の伝造
- 非情のライセンス（NET→ANB / 東映）
  - 第1シリーズ 第34話「兇悪の遊戯」（1973年） - 石堀辰也
  - 第3シリーズ 第14話「兇悪のマイホーム・身代わり連続殺人」（1980年） - 唐沢社長
- 荒野の用心棒 第23話「叛逆砦に陽はまた昇り…」（1973年、NET / 三船プロ） - 永倉重助
- 唖侍 鬼一法眼 第6話「血風峠」（1973年、NTV / 勝プロ） - 清次
- 狼・無頼控（MBS / 大映テレビ、映像京都）
  - 第10話「吼えろ! 大砲」（1973年）
  - 第26話「(秘) 指令 狼を消せ!」（1974年）
- 伝七捕物帳 （NTV / ユニオン映画）
  - 第14話「誓いの舞扇」（1974年） - 大垣孫大夫
  - 第42話「殺しを呼ぶ富札」（1974年） - 松蔵
  - 第114話「鳩笛怨み唄」（1976年） - 大垣喜十郎
- 旗本退屈男 第18話「宝の山に迷った奴」（1974年、NET / 東映）
- いただき勘兵衛 旅を行く 第18話「手折っちゃならない花だとさ」（1974年、NET / 東映） - 橋田孫四郎
- 科学捜査官 第19話「殺意の背景」（1974年、KTV / 松竹） - 白川病院院長・白川弘志
- ぶらり信兵衛 道場破り 第34話「むかしも今も」（1974年、CX/ 東映） - 清次
- 右門捕物帖（NET / 東映）
  - 第15話 「殺しの株札」（1974年）
  - 第42話 「果てしなき欲望」（1975年）
- バーディー大作戦 （TBS / 東映）
  - 第20話「アベックギャングコンテスト」（1974年）  - 浅田
  - 第33話「ジングルベルは殺しのテーマ」（1974年）
  - 第41話「赤い唇 おとり捜査官」（1975年）
- 座頭市物語 第17話「花嫁峠に夕陽は燃えた」（1975年、CX / 勝プロ） - 万蔵
- 秘密戦隊ゴレンジャー 第31話「青い熱風!バリブルーン応答なし」（1975年、NET / 東映） - 秋月参謀
- 遠山の金さん 第1シリーズ（NET / 東映）
  - 第4話「神隠しをあばけ!」（1975年） - 李
  - 第45話「雨ふり花」（1976年） - 船頭 もと吉
- 十手無用 九丁堀事件帖 第8話「鐚銭一文おいらの願い」（1975年、NTV / 東映）
- 影同心II（MBS / 東映）
  - 第9話「山茶花一輪武士の首」（1975年） - 小一郎
  - 第22話「一殺多生の影の肌」（1976年） - 竹造
- 大都会 闘いの日々 第18話「少年」（1976年、NTV / 石原プロ）
- 破れ傘刀舟 悪人狩り 第89話「哀愁の女ふたり」（1976年、NET / 三船プロ） - 仲森万之助
- ザ・カゲスター 第27話「恐怖のトンボギラー 金しばり作戦!」（1976年、NET / 東映） - 信二の父
- 快傑ズバット 第23話「大神家一族の三姉妹と天一坊」（1977年、12ch / 東映） - 紅フォックス
- 破れ奉行 第15話「深夜の水門大爆破」（1977年、ANB / 中村プロ） - 堀田源十郎
- 暴れん坊将軍（ANB / 東映）
  - 吉宗評判記 暴れん坊将軍
    - 第30話「裏切り御免!」（1978年） - 片桐八郎
    - 第69話「名刀誇りあり」（1979年） - 遠藤一角
    - 第109話「天下晴れてのつまみ喰い」（1980年） - 大越主膳
    - 第117話「虎に喰われた悪い奴」（1980年） - 安藤右京亮
    - 第145話「男は黙って三下り半」（1981年） - 吉岡主膳
    - 第187話「天下御免! 虚無僧変化」（1980年） - 三宅外記

  - 暴れん坊将軍II
    - 第30話「喧嘩纏は俺が振る!」（1983年） - 堀田勘解由
    - 第51話「走れ! 盗っ人父子の千両旅」（1984年） - 能見飛騨守
    - 第68話「いま、ひと夏のいのち唄!」（1984年） - 佐竹主水正
    - 第91話「春に出初めの木遣り唄!」（1985年） - 木曽屋幸兵衛
    - 第127話「女の聖域 駆込寺無情!」（1985年） - 美濃屋甚右衛門
    - 第167話「稲妻に裂かれた二人旅!」（1986年） - 神尾主膳

  - 暴れん坊将軍III
    - 第4話「血ぬりの一文銭」（1988年） - 石母田民部
    - 第28話「偽りの拝領妻」（1988年） - 本田伊賀守
    - 第43話「悲願成就、半次郎のいのち」（1988年） - 大日向義元
    - 第70話「め組の結婚騒動!」（1989年） - 森川兵部
    - 第89話「少年は見た 将軍を!」（1989年） - 海老屋仁左衛門(猿の仁兵衛)
    - 第109話「この子どこの子め組の子」（1990年） - 赤松上総介

  - 暴れん坊将軍IV
    - 第13話「血ぬられた折鶴」（1991年） - 伊勢屋利左衛門
    - 第41話「土くれ愛妻武士道」（1992年） - 久松伊勢守
    - 第66話「めおと三味線上州しぐれ!」（1992年） - 磯野弥太夫

  - 暴れん坊将軍V
    - 第5話「盗賊は炎の中に消えた」（1993年） - 松浦十太夫
    - 第36話「争奪! 石田三成の密書」（1994年） - 幸阿弥

  - 暴れん坊将軍VI
    - 第7話「虹をつかんだ女」（1994年） - 加賀爪外記
    - 第26話「吉宗、見参! 女剣士の挑戦状」（1995年） - 山根能登守

  - 暴れん坊将軍VII 第5話「卯之吉の死神退治」（1996年） - 秋田屋伍平
  - 暴れん坊将軍VIII 第8話「怒りの吉宗　棺おけの中の策略」（1997年） - 木島将監
  - 暴れん坊将軍IX 第25話「牢獄炎上! 暗闇に咲く地獄花」（1999年） - 大窪能登守
  - 暴れん坊将軍X 第19話「ケガで十両 死んで百両!?息子に捧げる母の命」（2000年） - 檜垣備後守信成
- 江戸の牙 第12話「純情 魚河岸の政」（1979年、ANB / 三船プロ） - 坂崎
- 熱中時代 刑事編 第7話「サヨナラ! タケシ」（1979年、NTV） - 高宮健一
- ぬかるみの女（1980年、THK） - 正博
- 斬り捨て御免! 第1シリーズ 第1話「炎と燃える三十六番所の灯・前編」（1980年、TX / 歌舞伎座テレビ） - 伊勢崎平馬
- 西部警察シリーズ（ANB / 石原プロ）
  - 西部警察 第15話「さらば愛しき女」（1980年） - 徳田
  - 西部警察 PART-III 第9話「白銀に消えた超合金X! -福島・前篇-」、第10話「雪の会津山岳決戦! -福島・後篇-」（1983年） - 杉村良文
- 大激闘マッドポリス'80 第10話「処刑儀式」（1980年、NTV / 東映）
- ザ・ハングマン シリーズ（ABC / 松竹芸能）
  - ザ・ハングマンII 第22話「裸女の死体と心中した検事」（1982年） - 金子弁護士
  - 新ハングマン 第25話「女カメラマンを狙う謎の被写体」（1984年） - 倉田礼次郎（国防省）
  - ザ・ハングマン4 第1話「船上トバクでまる裸にされる!」（1984年） - 阿久津宗一（常伸不動産社長）
  - ザ・ハングマン6 第1話「ラジコンヘリで爆撃処刑せよ!」（1987年） - 田村専務（丸菱商事）
  - ハングマンGOGO 第14話「正体がバレた! 見えない手が迫る」（1987年） - 金成増夫（中央銀行支店長）
- 新・大江戸捜査網 第20話「男を誘うはぐれ蝶」（1984年、TX / ヴァンフィル） - 嶋屋治兵衛
- 遠山の金さん ※高橋英樹版
  - 第1シリーズ 第142話「新・女賞金稼ぎ! 緋ぼたんお京」（1985年）- 谷村精之介
  - 第2シリーズ 第33話「男ひとり・流れのままに!」（1986年）- 重四郎
- 火曜サスペンス劇場（NTV）
  - 妻の疑惑（1986年1月、東映） - 高畠
  - 名無しの探偵6 「愛の虚構」（1990年、スタッフアズバーズ）
  - 監察医・室生亜季子20 「拳銃」（1996年、東映）
- 私鉄沿線97分署 第64話「死亡時刻はパソコンで…」（1986年、ANB / 国際放映）
- あぶない刑事 第11話「奇襲」（1986年、NTV / セントラル・アーツ） - 寺西
- ジャングル 第18話「逆転タイムリー」（1987年、NTV / 東宝）
- あきれた刑事 第4話「二重誘拐」（1987年、NTV） - 佐倉
- 若大将天下ご免! 第28話「振り袖人形、父恋し!」（1987年、ANB / 東映） - 滝沢勘解由
- もっとあぶない刑事 第8話「秘密」（1988年、NTV / セントラル・アーツ）
- 三匹が斬る! シリーズ（ANB / 東映）
  - 三匹が斬る! 第11話 「大逆転!絹街道（シルクロード）の美女と悪い奴」（1988年）- 信濃屋惣兵衛
  - 続・三匹が斬る! 第2話「上様の 茶は甘いか しょっぱいか」（1988年） - 片桐頼母
  - 続続・三匹が斬る! 第6話「母しぐれ、金が仇の地獄旅」（1990年） - 伊賀山外記
  - また又・三匹が斬る! 第12話「幻の 狐の嫁入り 見て死んだ」（1991年） - 神谷甚十郎
  - 新・三匹が斬る! 第9話 「逃げた女、産めよふやせ悲しき子宝奉行」（1992年） - 内山田監物 役
- メタルヒーローシリーズ（ANB / 東映）
  - 世界忍者戦ジライヤ 第45話「磁雷神の力! 愛と希望のかけ橋」（1988年） - 紙忍一族頭領
  - 特救指令ソルブレイン 第2話「爆襲エスパー姉妹」（1991年） - 牧村竜造
  - 特捜エクシードラフト 第17話「シンデレラを救え」（1992年） - 大鳥太平
- 長七郎江戸日記 （NTV / ユニオン映画）
  - 第1シリーズ
    - 第10話「風流手まり唄」（1983年）- 土屋丹後
    - 第27話「仇花、風に舞う」（1984年）- 阿部豊後守
    - 第49話「命、売ります」（1985年）- 上杉主膳
    - 第62話「ふたり玉三郎」（1985年）- 加賀爪外記
    - 第70話「泣くな!寅」（1985年）- 菊地監物
    - 第91話「別れ道」（1986年）- 中山主馬
    - 第117話「名君、会津に入る」（1986年）- 堀川嘉門

  - 第2シリーズ
    - 第4話「手折られた白梅」（1988年） - 米倉石見守
    - 第53話「下総一ノ瀬変り桝」（1989年） - 黒川修理
    - 第60話「迷い込んだ女」（1989年） - 嶋若狭守忠相

  - 第3シリーズ 
    - 第5話「葵小僧推参！」（1990年）- 松平河内守
    - 第14話「雪に舞うわらべ唄」（1991年）- 奥平修理
- さすらい刑事旅情編 第11話「九州縦断SL列車“あそBOY”号 火の国の女の殺意」（1988年、ANB / 東映）
- 八百八町夢日記（NTV / ユニオン映画）
  - 第1シリーズ 第5話「情けをかけて」（1989年） - 佐伯新之助
  - 第2シリーズ
    - 第1話「偽りの花嫁」（1991年） - 三国屋仙右衛門
    - 第13話「ツいてない男」（1992年） - 近藤主膳
    - 第26話「俺は天下の大悪党」（1992年） - 南野源四郎
- ゴリラ・警視庁捜査第8班 第22話 「ある戦場」（1989年、ANB / 石原プロ）
- 土曜ワイド劇場 / 尼さん探偵名推理2（1990年、ABC）
- 大江戸捜査網 平成シリーズ
  - 第1シリーズ 第5話「対決! 隠密同心vs火盗改め」（1990年） - 杉本典膳
  - 第2シリーズ 第2話「隠密に惚れた女」（1991年） - 丸目監物
- 名奉行 遠山の金さん（ANB / 東映）
  - 第1シリーズ 第14話「危険なつっぱり娘」（1988年） - 松永紋十郎
  - 第2シリーズ 第8話「恋女房が危ない! べに花の秘密」（1989年） - 牧原長重
  - 第3シリーズ 第14話「サギ師金さんの弟現わる!」（1990年） - 美濃屋重兵衛
  - 第4シリーズ 第24話「百両の夢!殺しの美人くらべ」（1992年） - 尾張屋七兵衛
  - 第5シリーズ 第1話「桜吹雪が泣いた!」（1993年） - 南海屋徳兵衛
  - 第6シリーズ 第9話「女、霧の中の殺意」（1994年） - 大和田監物
  - 金さんVS女ねずみ 第20話「罠! 帰ってきた婚約者」（1998年） - 駿河屋嘉右衛門
- 刑事貴族（NTV / 東宝）
  - 刑事貴族2 第18話「愛に賭ける」（1991年）
  - 刑事貴族3 第19話「青春のかけら」（1992年）
- 月曜ドラマスペシャル
  - 忠治旅日記 （1992年、TBS） - 津山右京
  - 松本清張サスペンス 黒い画集・証言（1992年、TBS / 木下プロダクション）
- 平清盛（1992年） - 藤原成親
- 銭形平次（CX / 東映）
  - 第2シリーズ 第12話「長者屋敷の秘密」（1992年） - 惣右衛門
  - 第4シリーズ 第10話「お静の秘密」（1994年）
- 愛と疑惑のサスペンス / レベル7－空白の90日－（1994年、KTV / 東映）
- 殿さま風来坊隠れ旅 第2話「命も売ります! 大名行列あと始末」（1994年、ANB / 東映） - 大橋頼母
- 江戸の用心棒（NTV / ユニオン映画）
  - パートI 第10話「当たり千両富くじ娘」（1994年） - 備州屋伊三次
  - パートII 第12話「女は度胸の珍商売」（1996年） - 鍵屋与兵衛
- はみだし刑事情熱系III 第2話「強奪された花嫁! 二人の父の哀しい秘密」（1998年、ANB / 東映） - 上村大作
- ザ・ドクター（1999年） - 岸田峰雄

### Vシネマ
- 首領への道 シリーズ（GPミュージアム）
  - 首領への道1 - 3（1998年） - 島田組二代目組長 佐久間龍造
  - 首領への道 17（2001年） - 四国連合会名誉顧問 伊勢組組長 伊勢正太郎
  - 首領への道 外伝 白虎会見参（2004年） - 真澄会会長 杉浦雅信
- 日本極道史 龍神三兄弟（2000年）全2作 - 浅野組長老会世話役 衣笠忠仁
- 実録・北海道やくざ戦争 逆縁（2001年） - 穂高龍王
- 実録・山陽道やくざ戦争 手打ち破り（2001年） - 三代目山王会舎弟 宮会会長 宮禎之
- 実録・史上最大の抗争 義絶状（2002年） - 錦城会総裁 錦城大聖
- 鉄(くろがね) 極道・高山登久太郎の軌跡（2004年） - 二代目稲原会副理事長 泉忠人 ※友情出演
- 修羅の門（2004年） - 藤堂組組長 藤堂鶴吉
- 実録・名古屋やくざ戦争 統一への道 完結篇（2004年）- 運命侠愛会 鉄志会会長 坂上鐡一
- 誇り高き野望3（2005年、アネック） - 大門組組長 大門仁平
- 実録・絶縁状（2007年） - 名賀組組長 名賀忠登(大阪 元 老舗の独立組織)

## 出演（声優）

### 吹き替え

#### 俳優
ジョージ・ハミルトン
- 刑事コロンボシリーズ
  - 刑事コロンボ 5時30分の目撃者（マーク・コリアー博士）
  - 新・刑事コロンボ 犯罪警報（ウェイド・アンダース）

- 刑事ナッシュ・ブリッジス シーズン5 #20（レイモンド・ペック）

スチュアート・ホイットマン
- 悪魔の沼（マーティン保安官）
- 素晴らしきヒコーキ野郎（オービル・ニュートン）※日本テレビ版
- ビッグ・マグナム77（トニー・セイタ）

ハーヴェイ・カイテル
- クロッカーズ（ロッコ・クライン）
- 黄昏のチャイナタウン（ジェイク・バーマン）
- バグジー（ミッキー・コーエン）

ハル・ホルブルック
- カプリコン・1（ジェームズ・ケラウェイ博士）※テレビ朝日版
- ザ・フォッグ（マローン神父）※ソフト版
- ジュリア（アラン・キャンベル）※LD版

ポール・ニューマン
- トワイライト 葬られた過去（ハリー・ロス）
- ビッグ・アメリカン（バッファロー・ビル）
- 未来は今（シドニー・Ｊ・マスバーガー）※ユニバーサル版
- ロード・トゥ・パーディション（ジョン・ルーニー）

三船敏郎
- シャドウ・オブ・ウルフ（クルマク）
- 太陽にかける橋/ペーパー・タイガー（カゴヤマ）※テレビ朝日版
- ミッドウェイ（山本五十六）※テレビ朝日版

ユエ・ハイ
- 阿羅漢（シーレン）※日本テレビ版
- 少林寺（タン）※日本テレビ版
- 少林寺2（天龍）※日本テレビ版

ロバート・ロッジア
- オーバー・ザ・トップ（ジェイソン・カトラー）※TBS版
- サイコ2（ビル・レイモンド博士）
- サンタリア 魔界怨霊（シェーン・マクタガート警部補）
- スカーフェイス（フランク・ロペス）※テレビ東京版
- ビッグ（マクミラン社長）※機内上映版

#### 映画
- 愛と青春の旅だち ※フジテレビ版
- 雨の訪問者（ロッソ〈ジャン・ピア〉）※日本テレビ版
- アラン・ドロンのゾロ（ウエルタ大佐〈スタンリー・ベイカー〉）※テレビ朝日新録版
- インディ・ジョーンズ/最後の聖戦（ウォルター・ドノヴァン〈ジュリアン・グローヴァー〉）※日本テレビ版
- ウェドロック（ホリデイ所長〈スティーヴン・トボロウスキー〉）※ビデオ版
- ウォンテッド（マラク・アル・ラヒム〈ジーン・シモンズ〉）
- エアポート'77/バミューダからの脱出（ドン・ギャラガー〈ジャック・レモン〉）※日本テレビ版
- 栄光のル・マン（エリッヒ・スターラー）※日本テレビ版
- 黄金のランデブー（ミゲル・カレラス〈ジョン・ヴァーノン〉）
- 兜 KABUTO（クロフォード船長〈ロナルド・ピックアップ〉）
- 華麗なる大泥棒（ザカリア〈オマル・シャリーフ〉）
- 華麗なる相続人（リース・ウィリアムズ〈ベン・ギャザラ〉）
- ガンジー（ジンナー）※フジテレビ版
- キャノンボール（J.J.マクルーア〈バート・レイノルズ〉[14]）※フジテレビ版
- キングコング（フレッド・ウィルソン〈チャールズ・グローディン〉）※フジテレビ版
- 9時から5時まで（フランクリン・ハート〈ダブニー・コールマン〉）
- グライド・イン・ブルー（ハーヴ・プール刑事〈ミッチェル・ライアン〉）
- 刑事ジョン・ブック 目撃者（ポール・シェイファー〈ジョセフ・ソマー〉）※テレビ朝日版
- コマンドー（アリアス元大統領〈ダン・ヘダヤ〉）※テレビ朝日版
- コンドル（ヒギンズ〈クリフ・ロバートソン〉）※テレビ朝日旧録版
- さすらいの航海（モリス・トローパー〈ベン・ギャザラ〉）
- シェーン（クリス・キャロウェイ〈ベン・ジョンソン〉）※テレビ朝日版
- ジェット・ローラー・コースター（ハリー・コールダー〈ジョージ・シーガル〉）※日本テレビ版
- シェナンドー河（トム・ウィザースプーン医師〈ポール・フィックス〉）※ソフト版
- 史上最大の作戦（ハーディング大尉〈スティーヴ・フォレスト〉）※日本テレビ版
- 七人の特命隊（リンチ大尉〈フランク・ウルフ〉）
- シノーラ（ルイス・チャマ〈ジョン・サクソン〉）
- 死の氷壁（マック〈デビッド・ジャンセン〉）
- シャーキーズ・マシーン（ヴィクター・スコレリ〈ヴィットリオ・ガスマン〉）
- シルベスター・スタローン ザ・ボディガード（アンジェロ・アリギエーリ〈アンソニー・クイン〉）
- 新キョンシーズ（フウ道士〈ワン・チャン〉）
- 推定有罪（ジェリー・ダフィー〈ジェームズ・ハンディ〉）※NHK版
- スカイキャプテン ワールド・オブ・トゥモロー（ペイリー編集長〈マイケル・ガンボン〉）
- スター・ウォーズシリーズ〈シーヴ・パルパティーン最高議長 / ダース・シディアス〈イアン・マクダーミド〉）
  - スター・ウォーズ エピソード1/ファントム・メナス[15]
  - スター・ウォーズ エピソード2/クローンの攻撃
  - スター・ウォーズ エピソード3/シスの復讐 ※予告編
  - スター・ウォーズ エピソード5/帝国の逆襲 ※DVD・BD版
- スタートレックV 新たなる未知へ（サイボック）※ソフト版
- スパイ・ライク・アス（スライン将軍〈スティーヴ・フォレスト〉）※TBS版
- ダークサイド・オブ・ムーン（フリン・ハーディング）
- ダーティハリー2（チャーリー・マッコイ〈ミッチェル・ライアン〉）※フジテレビ版
- ダーティハリー3（マッケイ市警本部長〈ブラッドフォード・ディルマン〉）
- 対決（ジャック・ノールズ大佐
- ダイ・ハード（ハンス・グルーバー〈アラン・リックマン〉）※ソフト版
- タイム・ガーディアン（ボス〈ディーン・ストックウェル〉）※ビデオ版
- タイムコップ2（オルーク）
- 出逢い（ウェンデル〈ウィリー・ネルソン〉）
- デアデビル（ニコラス・ナチオス〈エリック・アヴァリ〉）
- 電撃フリントGO!GO作戦（マルコム・ロドニー〈エドワード・マルヘアー〉）※フジテレビ版
- 天使の自立（ロバート・ディサルヴァ）
- テンタクルズ（ウィル・グリーソン〈ボー・ホプキンス〉）※TBS版
- 天地創造（アブラハム〈ジョージ・C・スコット〉）※テレビ朝日版
- トゥルー・ロマンス（ヴィンセンツォ・ココッティ〈クリストファー・ウォーケン〉）※日本テレビ版
- 遠すぎた橋（ボビー・スタウト大佐〈エリオット・グールド〉）※日本テレビ版
- ドクター・モローの島（ポール・モロー博士〈バート・ランカスター〉）※日本テレビ新録版
- トッツィー（ロン・カーライル〈ダブニー・コールマン〉）※フジテレビ版
- トレマーズ（バート・ガンマー〈マイケル・グロス〉）※テレビ朝日版
- 謎の大陸アトランティス（宰相ザレン〈ジョン・ドール〉）※フジテレビ版
- 名もなきアフリカの地で（ジュスキント〈マティアス・ハビッヒ〉）
- ハウリング（ビル）
- 裸の銃を持つ男（ヴィンセント・ラドウィッグ〈リカルド・モンタルバン〉）※ソフト版
- パトリオット・ゲーム（パティ・オニール〈リチャード・ハリス〉）※テレビ朝日版
- パニック・イン・スタジアム（スティーヴ〈デビッド・ジャンセン〉）※日本テレビ版
- ヒート（ネイト〈ジョン・ヴォイト〉）※テレビ朝日版
- ピンク・パンサー2（チャールズ・リットン卿〈クリストファー・プラマー〉）※日本テレビ版
- プラスティック・ナイトメア/仮面の情事（ダン・メリック〈トム・ベレンジャー〉）
- ブラック・レイン（菅井国雄〈若山富三郎〉、オリヴァー〈ジョン・スペンサー〉）※フジテレビ版
- フランケンシュタイン/娘の復讐（フランケンシュタイン男爵〈ジョゼフ・コットン〉）
- ブルー・アイス（ハリー・アンダース〈マイケル・ケイン〉）
- ブローン・アウェイ/復讐の序曲（マックス・オバノン〈ロイド・ブリッジス〉）※テレビ朝日版
- ベン・ハー（バルサザール / ナレーション〈フィンレイ・カリー〉）※テレビ東京版
- ホーム・アローン4（プレスコット〈エリック・アヴァリ〉）
- ポセイドン・アドベンチャー（フランク・スコット牧師〈ジーン・ハックマン〉）※日本テレビ版、（ハリソン船長〈レスリー・ニールセン〉）※LD版
- ボディガード（ビル・デヴァニー〈ビル・コッブス〉）※テレビ朝日版
- マスターズ/超空の覇者（ダンカン）※テレビ朝日版
- ミッション:インポッシブル（ジム・フェルプス〈ジョン・ヴォイト〉）※テレビ朝日版
- モンキー・フィスト/猿拳（クー〈ラウ・カーウィン〉）
- 勇気ある追跡（フランク・ロス〈ジョン・ピカード〉）※テレビ朝日版
- ラスト・ボーイスカウト（カルヴィン・ベイナード議員〈チェルシー・ロス〉）※日本テレビ版
- ラストマン・スタンディング（トム・ピケット隊長〈ケン・ジェンキンス〉）※テレビ朝日版
- ランダム・ハーツ（カール・ブロマン〈シドニー・ポラック〉）※日本テレビ版
- ランボー/怒りの脱出（マードック司令官〈チャールズ・ネイピア〉）※テレビ朝日版
- リーサル・ウェポン2/炎の約束（ロジャー・マータフ〈ダニー・グローヴァー〉）※ソフト版
- リトルキョンシー 幽霊童子（大将軍〈クー・フェン〉）
- ロサンゼルス（マンキウィッツ警視）※日本テレビ版
- ロボコップ3（ポール・マクダゲット隊長）※テレビ朝日版

#### ドラマ
- アメリカン・ヒーロー（デビッド〈セオドア・J・フリッカー〉）
- アリー my Love シーズン3 #21（スタンレー・カップチェック〈マイケル・ロスハール〉）
- ERV緊急救命室 #18（ウェインスタイン〈マシュー・フェイソン〉）
- エイリアス 〜2重スパイの女（エドワード・プール〈ロジャー・ムーア〉）
- 俺たち賞金稼ぎ!!フォール・ガイ（コルト・シーバス〈リー・メジャース〉）
- 新・刑事コロンボ 奪われた旋律（シドニー・リッター監督〈チャールズ・シオフィ〉）※日本テレビ版
- こちらブルームーン探偵社 シーズン2 #11（アラン・タッパーマン〈ガイ・ボイド〉）
- ザ・ホワイトハウス シーズン3 #5（アラン・アダムリー空軍大将〈ジェラルド・マクレイニー〉）
- シドニー・シェルダンの明日があるなら（ディ・ナンテニャ公爵）※ビデオ版
- 新スパイ大作戦 王家の謎（キイ〈ジェームズ・シゲタ〉）
- ジェシカおばさんの事件簿 #14（カムストック〈パット・ハリントン・Jr.〉）
- シャーロック・ホームズの冒険
  - もう一つの顔（ブラッドストリート警部〈デニス・リル〉）
  - ブルース・パーティントン設計書（ブラッドストリート警部〈デニス・リル〉）
- 地上最強の美女たち!チャーリーズ・エンジェル
  - シーズン2 #26（ジェファーズ）
  - シーズン3 #1・2（マーク・ヘインズ〈ヴィック・モロー〉）、#16（フレッド・ヘストン）
- 地上最強の美女バイオニック・ジェミー シーズン3 #14
- 超音速攻撃ヘリ エアーウルフ シーズン2 #13（トラン・ヴァン・ゾン大佐〈ジェームズ・シゲタ〉）
- チャームド 〜魔女3姉妹〜 シーズン4 #15（闇の司祭〈トニー・アメンドーラ〉）
- 特攻野郎Aチーム
  - シーズン3 #13（ジャック・スレイター〈ジョン・アシュトン〉）
  - シーズン4 #15（ミラー）
- ナイトライダー
  - シーズン1 #2（フレデリック・ダンクトン将軍〈アラン・オッペンハイマー〉）
  - シーズン3 #7（ボイド・ラサール〈ジョン・コンシダイン〉）
- 南北戦争物語 愛と自由への大地（グラント将軍〈マーク・モーゼス〉）
- 美女と野獣（ビンセントの父 / ジェイコブ・ウェルズ〈ロイ・ドートリス〉）
- フロム・ジ・アース/人類、月に立つ（ハリソン・ストームズ〈ジェームズ・レブホーン〉）
- マイコン大作戦（ファーリー）
- 名探偵ポワロ プリマス行き急行列車（Mr.マッケンジー、駅の紳士）※NHK版
- ヤングライダーズ シーズン1 #13（ジョナス〈ブライオン・ジェームズ〉）
- ルーツ（キンタンゴ〈モーゼス・ガン〉）※ソフト版

#### アニメ
- スター・ウォーズ クローン大戦（シーヴ・パルパティーン最高議長 / ダース・シディアス）

### テレビアニメ
1979年
- 未来ロボ ダルタニアス（山川先生）
- ルパン三世 (TV第2シリーズ)（1979年 - 1980年）

1980年
- 太陽の使者 鉄人28号（チャレンジャー、堀川艦長）

1981年
- 家族ロビンソン漂流記 ふしぎな島のフローネ（エルンスト・ロビンソン〈初代〉）
- 六神合体ゴッドマーズ（イデア）

1984年
- キャッツ♥アイ（コネリー）
- よろしくメカドック（露崎武士）

1998年
- MASTERキートン（クリス）

2004年
- MONSTER（シューマン）

### 劇場アニメ
- 六神合体ゴッドマーズ（1982年、イデア）

### OVA
- MASTERキートン（1999年、クリス）

## 後任
小林の死後、持ち役を引き継いだ声優は以下の通り。
| 後任       | 役名                           | 概要作品                                  | 後任の初担当作品                            |
| ---------- | ------------------------------ | ----------------------------------------- | ------------------------------------------- |
| 稲垣隆史   | パルパティーン最高議長         | 「スター・ウォーズシリーズ」              | 『スター・ウォーズ エピソード3/シスの復讐』 |
| 佐々木勝彦 | ポール・シェイファー           | 『刑事ジョン・ブック 目撃者』テレビ朝日版 | DVD追加録音部分                             |
| 佐々木勝彦 | マッケイ市警察本部長           | 『ダーティハリー3』                       | WOWOW追加録音部分                           |
| 小島敏彦   | バルサザー                     | 『ベン・ハー』テレビ東京版                | BSジャパン追加録音部分                      |
| 大塚芳忠   | アリアス                       | 『コマンドー』テレビ朝日版                | 吹替の帝王版                                |
| 池田勝     | J.J.マクルーア                 | 『キャノンボール』フジテレビ版            | WOWOW追加録音部分                           |
| 駒谷昌男   | ジャック・ベリンジャー空軍大将 | 『ウォー・ゲーム』                        | BD追加録音部分                              |